# Mohammed Boutasaa
Mohammed Boutasaa (en tamazight : ⵎⵄⵀⴰⵎⴻⴷ ⴱoⵓⵜⴰⵙⵙⴰ ; en arabe : محمد بوطاسة ou بوتسعة), né le 4 août 1999 à Amsterdam aux Pays-Bas, est un kick-boxeur néerlando-marocain de poids welters.
En 2017, il signe son premier contrat professionnel dans l'organisation Enfusion.

## Biographie
Mohammed Boutasaa grandit dans sa ville natale à Amsterdam-Oost, dans le quartier Transvaalbuurt. Originaire de [Amejjaou] (Maroc) , il est issu d'une famille marocaine originaire des montagnes du Rif, plus précieusement de la tribu Amazigh d'[Aït Said], établie dans la province de Driouch . À l'âge de dix ans, il débute l'entraînement sous Mohamed Ben Nasser. 

### Carrière
Ayant fait ses débuts en MMA, il compte une victoire en combat professionnel mais décide de se lancer dans le kick-boxing.
A l'âge de dix-huit ans, Boutasaa signe son premier contrat chez Enfusion. Deux ans après la signature de son contrat, après avoir enchaîné des dizaines de victoires d'affilée, son combat contre Ilias Zouggary est annoncée. Sortant vainqueur du tournoi, il s'offre une chance de combattre pour le titre de champion du monde -67kg. Bien que le combat n'ait pas abouti à un K.O, il remporte son combat par décision en combattant le Marocain Khalid El Moukadam et remporte son premier titre de champion du monde -67kg à Eindhoven le 29 février 2020,. Il succède Ilias Bulaid qui est passé du titre de champion du monde Enfusion -67kg au MMA.
Le 24 octobre 2021, il remporte son combat face à Youssef El Haji.
Il est surnommé « Too Sharp » pour sa technique qui frôle la perfection.

## ONE Championship
Imbattable et considéré comme un phénomène, l'organisation ONE Championship annonce, le 31 mars 2022, l'avoir signé,.
Boutasaa a fait ses débuts promotionnels contre l'ancien champion Lightweight de Glory et champion du tournoi mondial Kunlun Fight 70kg World Max : Davit Kiria à ONE 157 le 20 mai 2022. Boutasaa gagne le combat par décision unanime.
Boutasaa affronte l'ancien champion des poids légers Glory et Kunlun Fight : Sitthichai Sitsongpeenong à ONE sur Prime Video 3 le 21 octobre 2022. Après être resté invaincu depuis ses douze ans, il perd son premier combat par décision unanime à l'âge de vingt-trois ans et subit une première défaite à Kuala-Lampur, en Malaisie.
Boutassa affronte l'iranien Mohammed Siasarani à ONE Friday Fights 18 le 26 mai 2023 qui se tient à Bangkok, en Thaïlande. Il perd le combat par décision unanime bien qu'il ait fait parler de lui pour un backflip inattendu et impressionnant.

## Vie privée
Mohammed Boutasaa parle le néerlandais, la langue Tamazight zénète rifaine : le Tarifit. Il a une maîtrise partielle de la darija du Nord qu'il parle avec beaucoup de difficulté et parle couramment l'anglais.

## Palmarès
- 2016 : Champion des Pays-Bas
- 2017 : Champion des Pays-Bas
- 2017 : Champion d'Europe Enfusion
- 2018 : Champion d'Europe Enfusion[2]
- 2020 : Champion du monde Enfusion -67kg[16]

### Distinctions personnelles
- 2019 : Meilleur espoir du kickboxing
- 2019 : Meilleur Knock-Out de l'année[17]